# 좌경화
좌경화(左傾化)란 우파적, 보수주의적 혹은 중도주의적이였던 정치나 사회 분위기가 점점 좌파적으로 변화되는, 혹은 사회주의적 색채가 강해지는 것을 말한다. 반대 의미로는 우경화가 있다. 러시아 혁명이 극단적인 좌경화의 대표적인 예이다.